# 寶乍文·欽那瓦
寶乍文·欽那瓦（RTGS：Photchaman Chinnawat，1956年11月22日—），本名寶乍文·達瑪蓬(RTGS：Photchaman Damaphong），生於泰國北部富有華商之家，是前泰國首相塔克辛·欽那瓦的前妻。
婚前（1980年代），他信致力與警察局事業，九十年代又同時致力於創業與其政治生涯，據信寶乍文在新信通公司發展成為泰國第一大電訊公司的道路上中起過極其巨大的作用。

## 學業
曾就讀與美國肯塔基州東肯塔基大學，與後來的丈夫塔克辛是校友。獲得該校文學碩士學位。

## 家庭
1976年回泰國與塔克辛·欽那瓦結婚(20歲)，現育有一子及二女。長子：潘通提，出生於1979年12月2日，現為泰國商人，二女：萍通塔（Pinthongta Shinawatra）與三女：貝東丹（Paetongtarn Shinawatra）均在英國攻讀碩士學位。
2008年，塔克辛夫婦流亡香港期間，在泰國領事館辦理了離婚手續。

## 法律糾紛
2003年，寶乍文從泰國銀行所控制的金融機構發展基金（FIDF；Finance Institute Development Fund）一次負債資產拍賣中，斥資二千多萬美金，購入曼谷叻猜拉披色路繁華地段上的一塊國有土地。2006年8月，她因為財產申報不實、利益衝突與瀆職等罪名，與塔克辛同遭泰國最高法院通緝；若這三項「罪名」皆成立，她將被處以最高28年的有期徒刑。2008年1月8日，她搭乘泰國航空班機，從香港返回泰國，準備參加泰王蒲美蓬胞姊的葬禮，降落曼谷素萬那普國際機場時遭警方逮捕，隨後以600萬泰銖交保。
2006年9月19日深夜，曼谷發生軍事政變，塔克辛被迫下野，然而寶乍文多數時間待在泰國照理生意及籌備一些法律事務。政變叛軍領導集團聲稱，寶乍文在該交易案中獲得泰國財政部內幕消息與「優先照顧」，而且該交易因她的丈夫當時是泰國首相而被誣陷違反泰國「反貪污法」。然而，監控那塊土地拍賣過程的財政部及央行則指出，該交易案完全按照法律程序進行。
2008年7月31日，叛軍政府控制的法院認為寶乍文逃稅罪名「成立」，判監3年。

## 請參照
- 塔克辛·钦那瓦
- 東肯塔基大學

## 外部連結
- 寶乍文夫人生平介紹  (泰文)
- 寶乍文夫人 -- 一個甚有影響力的女人 （页面存档备份，存于）  (泰文政治雜誌《Positioning Magazine》述評)